# 萨姆森·凯格奥·翁盖里
萨姆森·凯格奥·翁盖里（Samson Kagengo Ongeri，1938年2月23日—），亦作萨姆·翁盖里（Sam Ongeri），肯尼亚政治人物。他是肯尼亚非洲民族联盟成员。2007年至2012年担任肯尼亚教育部长。2012年至2013年，担任肯尼亚外交部长。
1974年至1984年间，他曾担任肯尼亚田径协会主席。